# Szent Márk-temető
A Szent Márk-temető (Sankt Marxer Friedhof) egy lezárt biedermeier temető Bécs Landstraße kerületében, amelyet 1784-től 1874-ig használtak. Itt van Wolfgang Amadeus Mozart zeneszerző jeltelen sírja feltételezett helyén épített emlékmű is.

## Története
A temetőt egy közeli szegényházról nevezték el, amelynek kápolnája Szent Márknak volt fölszentelve. 1784-ben nyílt meg II. József császár azon rendeletét követően, amely megtiltotta a további temetkezéseket Bécs külső falain belüli temetőkben. Azt is elrendelte, hogy a holttesteket jelöletlen sírokba temessék el, koporsó vagy balzsamozás nélkül. Ez a szabályozás azonban Bécsben soha nem lépett hatályba, ugyanis a városvezetés megtagadta a jóváhagyását, mivel a lakosság nem akart a pestises idők tömegsírjaira emlékezni. A 18. század végi Bécsben így nem is voltak tömegsírok. 
Így az a közhiedelem, hogy Mozart sírja azért volt jelöletlen, mert elszegényedve halt meg, hamis. 1791-es temetése a Stephansdom beli felravatalozása után egyszerűen a korabeli előírásokat követte.

## Nevezetes temetettjei
- Johann Georg Albrechtsberger zeneszerző
- Az Elias plébánia alvarjai
- Josepha Barbara Auernhammer
- Cobenzl Fülöp gróf
- Anton Diabelli zeneszerző
- Ernst von Feuchtersleben báró
- Anna Gottlieb
- Josef Madersperger
- Louis Montoyer
- Wolfgang Amadeus Mozart
- Franz Pfeiffer
- Josef Strauss zeneszerző
- Franz Xaver Süßmayr zeneszerző (jelöletlen)
- Alexander Ypsilantis
- Rózsás Antal szemészprofesszor

## Mozart
A St. Marx temetőben nyugvó leghíresebb személy Wolfgang Amadeus Mozart. A sírjának felkutatására tett későbbi kísérletek mind kudarcot vallottak, beleértve az özvegye általi keresést 17 évvel Mozart halála után, valamint a Vincent Novello általi keresést 1829-ben. 1855-ben egy sírkövet állítottak a feltételezetten megfelelő helyre. Később a követ áthelyezték a híres zenészek sírjainak csoportjába, a Zentralfriedhofban. A Szent Márk-temetőben egy munkás emléktáblával pótolta a sírkövet, amelyet több közreműködő ismét kibővített. A ma ismert emlékművet Florian Josephu-Drouot bécsi szobrász újította fel 1950-ben. Ma a 2005-ös renoválása utáni állapotban látható.

## Bezárása után

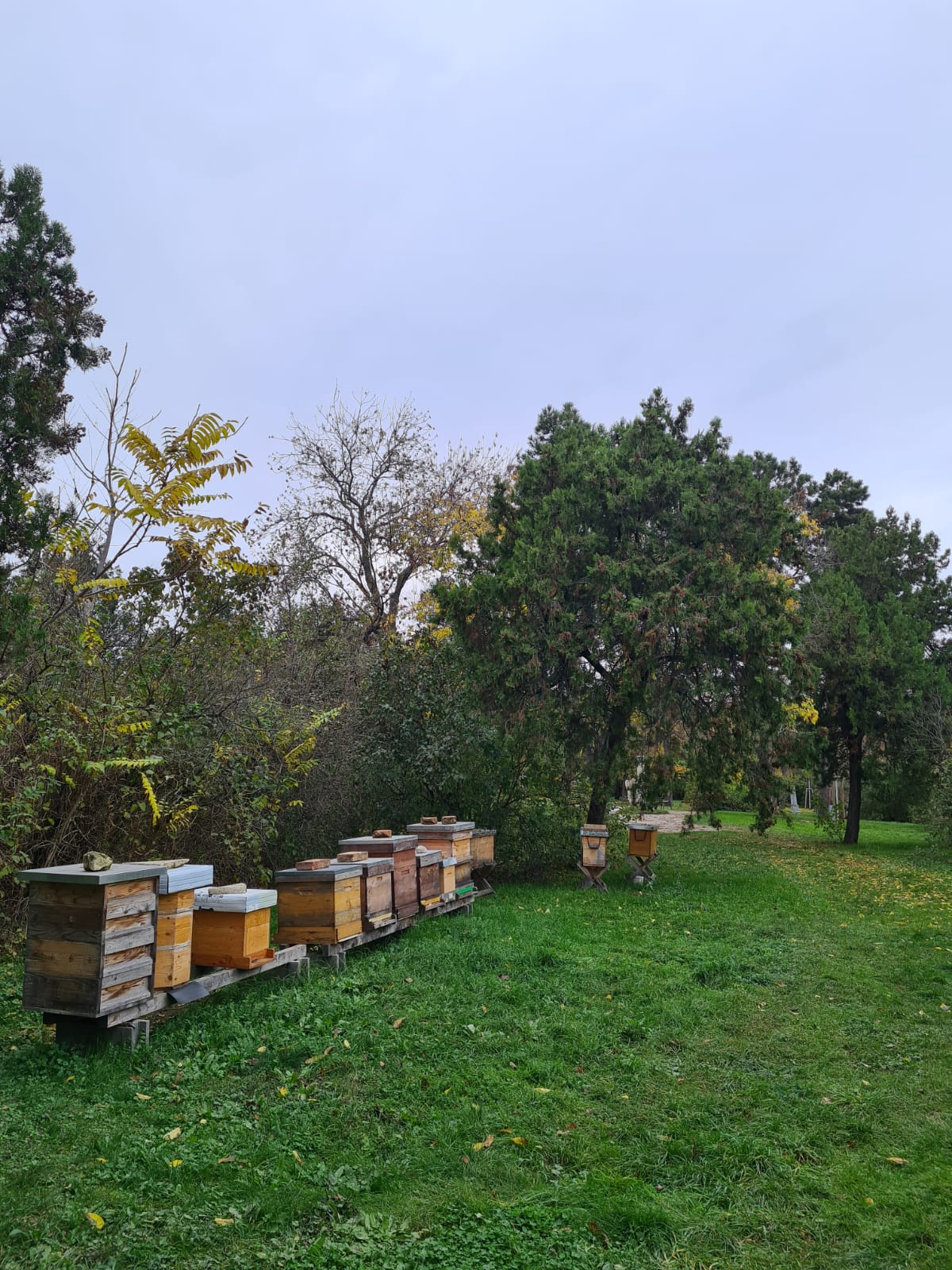
Fából készült méhkaptárak Wolfgang Amadeus Mozart sírja közelében

Az évek során a temető többi része is lepusztult. A 20. században restaurálták, műemlékvédelem alá helyezték, és 1937-ben pihenőparkként megnyitották a nagyközönség előtt.

## Fordítás
- Ez a szócikk részben vagy egészben  a   St. Marx Cemetery című angol Wikipédia-szócikk ezen változatának fordításán alapul.  Az eredeti cikk szerkesztőit annak laptörténete sorolja fel. Ez a jelzés csupán a megfogalmazás eredetét és a szerzői jogokat jelzi, nem szolgál a cikkben szereplő információk forrásmegjelöléseként.